# Critérium Internacional de Constantino
El Critérium Internacional de Constantino es una carrera ciclista argelina que se disputa en los alrededores de Constantina. Creada en 2015, se disputa después del Tour de Constantino. Esta carrera forma parte desde su creación del UCI Africa Tour, en categoría 1.2.

## Palmarés
| Año  | Ganador        | Segundo               | Tercero                  |
| ---- | -------------- | --------------------- | ------------------------ |
| 2015 | Azzedine Lagab | Abderrahmane Mansouri | Abderrahmane Bechlagheme |
| 2016 | Joseph Areruya | Essaïd Abelouache     | Abderrahmane Mansouri    |

## Palmarés por países
| País    | Victorias |
| ------- | --------- |
| Argelia | 1         |
| Ruanda  | 1         |